# Estación City Bell
City Bell es una estación ferroviaria del barrio homónimo en La Plata, Provincia de Buenos Aires, Argentina.

## Servicios
Es una estación intermedia del servicio eléctrico metropolitano de la Línea General Roca desde la Estación Plaza Constitución a la estación La Plata.

## Historia
Fue establecida en 1914 como parte del ramal del Ferrocarril del Sud entre Plaza Constitución y La Plata. Aún se puede observar, a pocos metros de la vía y a unos 200 metros del actual emplazamiento de la estación, los restos de la cisterna que proveía agua al primer edificio de la estación. Con la nacionalización de los ferrocarriles en 1946 y el subsiguiente reordenamiento del sistema ferroviario, pasó a formar parte de la red del Ferrocarril General Roca.
Debido a la implementación de la electrificación del servicio ferroviario, se realizó en 2015 una renovación completa de la estación y la elevación de los andenes. El edificio de la estación original fue preservado y el nuevo edificio se erigió en una nueva ubicación unos metros más hacia el norte.
La nueva estación fue inaugurada antes de ser terminada en noviembre de 2015 y estuvo inactiva desde el mes de septiembre de 2015 hasta el 29 de abril de 2017, fecha en la que el nuevo servicio de trenes eléctricos arribó a esta estación. Operó como terminal provisoria, hasta la culminación de los trabajos de electrificación del ramal a La Plata, cosa que ocurrió finalmente el 18 de octubre del mismo año.

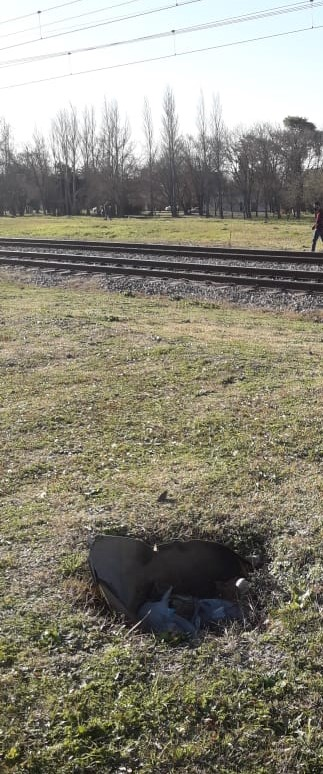
Restos de la antigua cisterna de la Estación City Bell. Detrás, se ven las vías actuales.

## Infraestructura
Posee dos andenes para el servicio metropolitano, recientemente elevados para compatibilizarse con el servicio eléctrico.

## Diagrama
| Plataforma Norte |                                                                           |
| Vía 1            | Trenes a La Plata provenientes de Constitución (próxima Manuel B. Gonnet) |
| Vía 2            | Trenes a Constitución provenientes de La Plata (próxima Villa Elisa)      |
| Plataforma Sur   |                                                                           |

## Galería

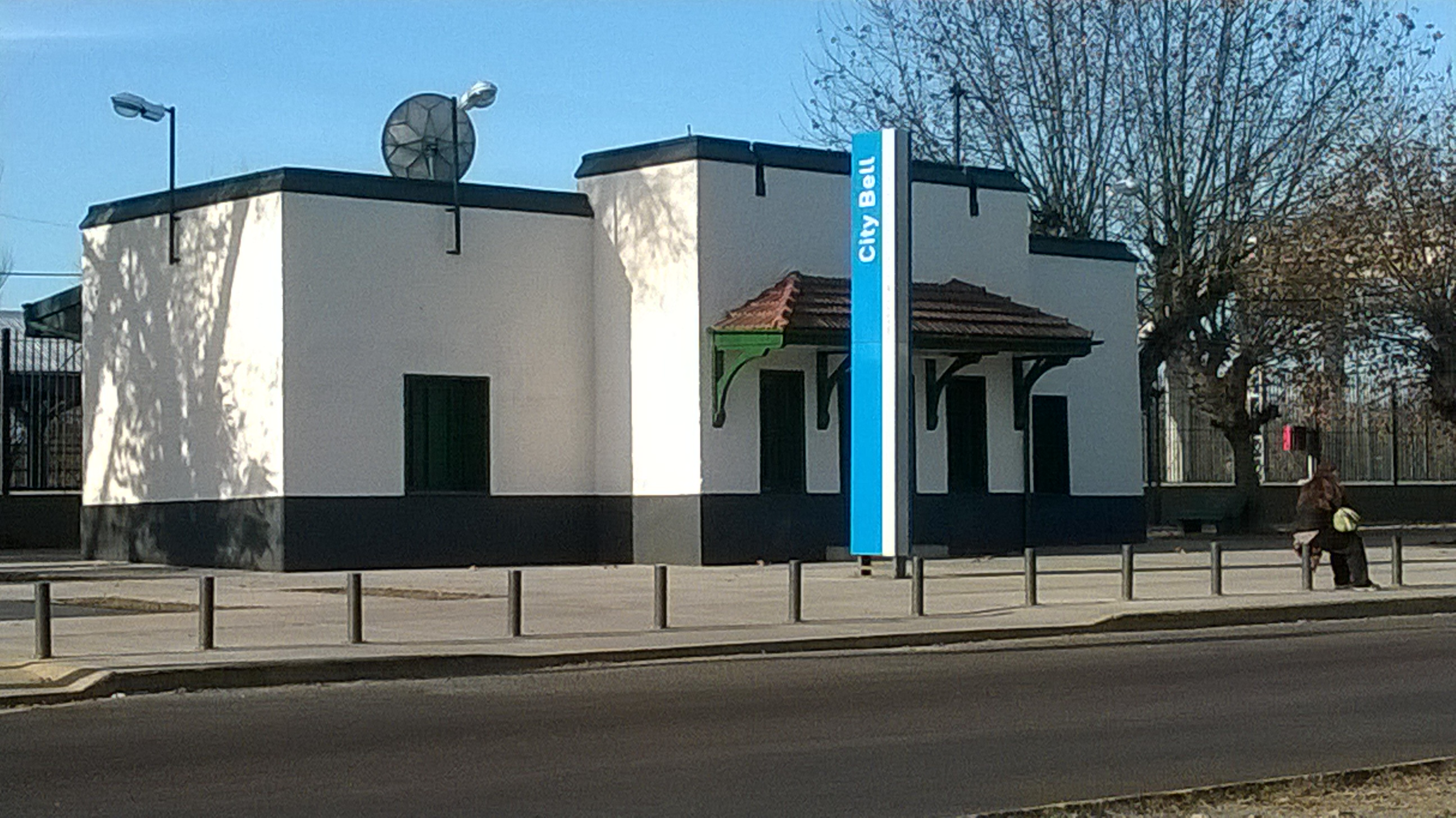
Edificio de la estación, visto desde el Camino Centenario
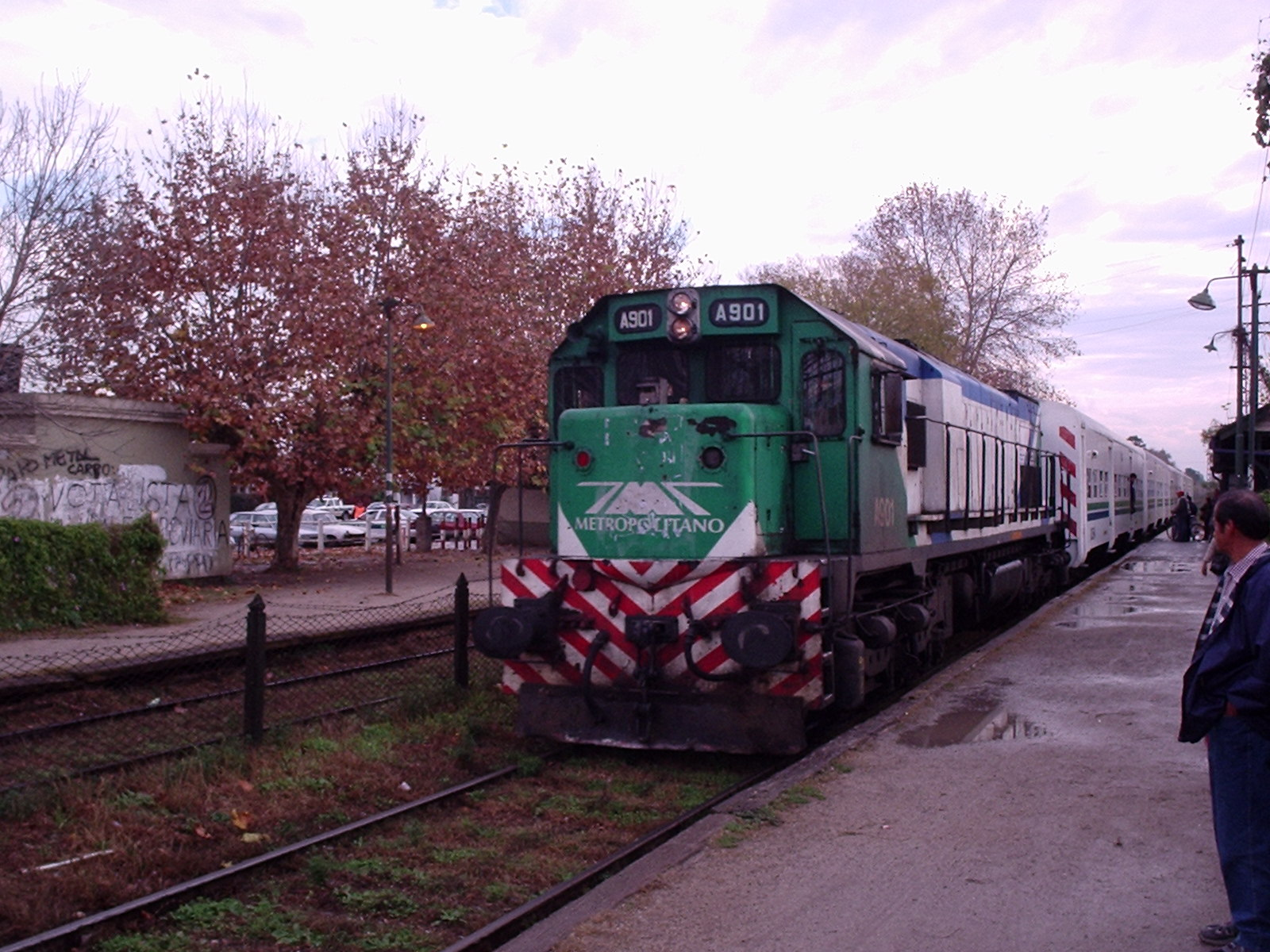
En épocas de Metropolitano y el servicio diésel, con una locomotora EMD GT22CW
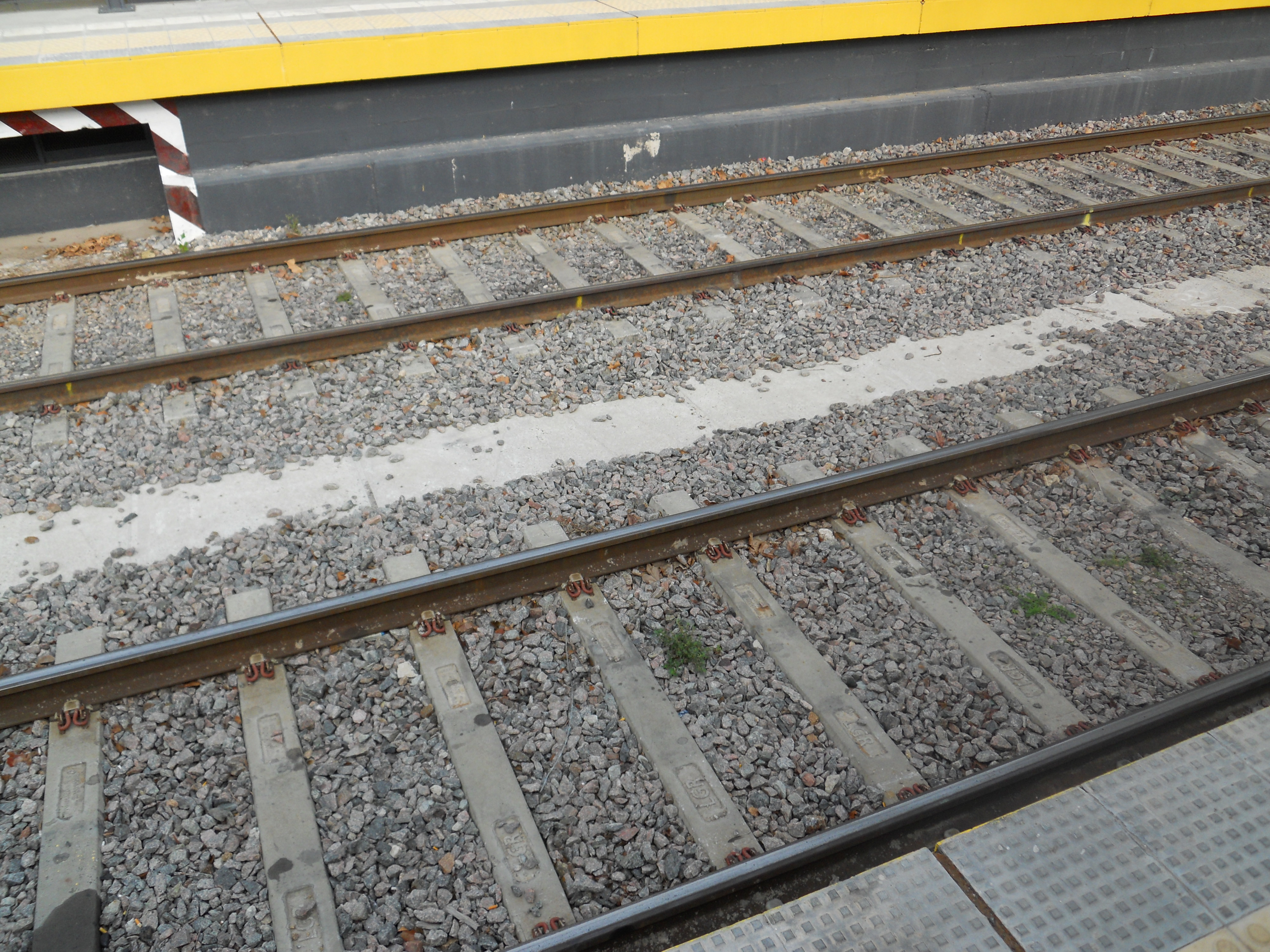
Rieles con durmientes de hormigón
- Llegada de una Unidad eléctrica múltiple CSR (Roca)